# Ронко Пасколо (Парма)
Ронко Пасколо је насеље у Италији у округу Парма, региону Емилија-Ромања.
Према процени из 2011. у насељу је живело 417 становника. Насеље се налази на надморској висини од 42 м.